# توت گواوا
توت گواوا (نام علمی: Myrciaria floribunda) نام یک گونه از تیره موردیان است.